# قنسطنطين بوغا
قنسطنطين بوغا (بالألمانية: Konstantin Buga)‏ (مواليد 17 يونيو 1985) هو ملاكم ألماني، مثّل بلاده في الألعاب الأولمبية الصيفية 2008.

## روابط خارجية
قنسطنطين بوغا على موقع اللجنة الأولمبية الدولية (الإنجليزية)
- قنسطنطين بوغا على موقع أوليمبيديا (الإنجليزية)